# Massnick-Phipps Manufacturing Company
Massnick-Phipps Manufacturing Company war ein US-amerikanischer Hersteller von Motoren und Automobilen.

## Unternehmensgeschichte
Frederick C. Massnick und Walter Phipps leiteten das Unternehmen. Der Sitz war in Detroit in Michigan. Die erste bekannte Erwähnung war 1910. Hauptsächlich stellte das Unternehmen Motoren her und genoss dafür einiges Ansehen. Zwischen 1914 und 1915 entstanden auch Automobile unter dem Markennamen Perkins.
Es ist nicht bekannt, wann das Unternehmen aufgelöst wurde.

## Produkte
Das einzige Personenkraftwagen-Modell mit dem eigenen Markennamen wurde als Cyclecar bezeichnet, allerdings ist unklar, ob es die dafür geltenden Kriterien erfüllte.
Daneben wurden auch für die Robie Motor Car Company Fahrzeuge gefertigt. Sie wurden zwar ebenfalls Cyclecar genannt, sprengten aber deren Hubraumlimit. Sie hatten einen luftgekühlten Zweizylindermotor mit 12 PS Leistung. 88,9 mm Bohrung und 103,98252 mm Hub ergaben 1291 cm³ Hubraum.
Vierzylinder- und V8-Motoren entstanden für viele Abnehmer, darunter Detroiter Motors Company, Fischer Motor Vehicle Company, Flagler Cyclecar Company, Hall Motor Car Company, Keep Bros & Wood, Lehr Motor Company, Pontiac Chassis Company und Remington Motor Company.